# Martin Trenker
Martin Trenker (* 25. Oktober 1986 in St. Johann in Tirol) ist ein österreichischer Jurist.

## Leben
Nach dem Diplomstudium (2006–2010) der Rechtswissenschaften an der LFU Innsbruck war er dort von 2010 bis 2013 Universitätsassistent am Institut für Unternehmens- und Steuerrecht. Nach dem Diplomstudium (2006–2011) des Wirtschaftsrechts an der LFU Innsbruck war er dort von 2013 bis 2017 Universitätsassistent (Post-Doc) am Institut für Zivilgerichtliches Verfahren. Nach dem Doktoratsstudium (2010–2012) der Rechtswissenschaften an der LFU Innsbruck mit Auszeichnung und der Habilitation 2019 für das Fach „Zivilgerichtliches Verfahrensrecht, Unternehmens- und Gesellschaftsrecht sowie privates Wirtschaftsrecht“ ist er seit 2021 Universitätsprofessor für Zivilgerichtliches Verfahrensrecht in Innsbruck.
Seine Forschungsschwerpunkte sind Schnittstellen zwischen Insolvenz-, Exekutions- und Gesellschaftsrecht, Parteibefugnisse im Zivilprozess, Insolvenzanfechtung, Sanierungsrecht, Entscheidungswirkungen, europäische Kontenpfändung, gesetzliche Schuldverhältnisse und unternehmerische Stellvertretung.

## Schriften (Auswahl)
- Der Schaden bei Ansprüchen aus fehlerhafter Anlageberatung. 2010, ISBN 978-3-639-26950-5.
- Insolvenzanfechtung gesellschaftsrechtlicher Maßnahmen. 2012, ISBN 978-3-7046-6391-7.
- Treuhänderüberwachung der Sanierungsplanerfüllung. 2017, ISBN 978-3-214-13159-3.
- Einvernehmliche Parteidisposition im Zivilprozess – Privatautonomie im streitigen Erkenntnisverfahren. 2020, ISBN 978-3-214-14531-6.
- mit Bernhard König: Die Anfechtung nach der IO. 2020, ISBN 978-3-214-06729-8.